# Dowództwo Operacji Połączonych

Odznaka Operacji Połączonych. Orzeł, pistolet maszynowy i kotwica symbolizują współpracę lotnictwa, armii i marynarki wojennej

Dowództwo Operacji Połączonych (ang. Combined Operations Headquarters; w nieoficjalnej nomenklaturze: Operacje Połączone) − utworzona podczas II wojny światowej brytyjska organizacja odpowiedzialna za planowanie, koordynację i realizację operacji połączonych (akcji militarnych wymagających współpracy różnych rodzajów sił zbrojnych) na terenach okupowanych przez III Rzeszę.

## Geneza
Klęska lądowania na Gallipoli unaoczniła brak przygotowania Brytyjczyków do przeprowadzania dużych operacji desantowych na silnie bronionym wrogim wybrzeżu. Problem koordynacji działań Royal Navy i Armii oraz udoskonalenia metod desantu morskiego nie spotkał się jednak z zainteresowaniem czynników politycznych i w okresie międzywojennym nie został podjęty. Dopiero zaostrzenie się sytuacji międzynarodowej w 1938 roku dało impuls do podjęcia ograniczonych działań w tym zakresie. W maju utworzono w Fort Cumberland koło Portsmouth ośrodek szkoleniowo-badawczy ISTDC (Inter-Services Training and Development Center). Choć dysponował skromną kadrą oraz niewielkim budżetem (30000 funtów), opracowane przez niego techniki desantowe oraz prototypy przeznaczonych do tego typu działań okrętów sprawdziły się podczas kampanii norweskiej i ewakuacji Brytyjskiego Korpusu Ekspedycyjnego z plaż Francji.
Upadek Francji spowodował ostateczną zmianę podejścia do operacji połączonych. Już na początku czerwca 1940 roku, zaledwie kilka dni po zakończeniu Operacji Dynamo, Winston Churchill przedstawił plan podjęcia działań rajdowych na terenach zajętych przez Niemców. 14 czerwca powołał stanowisko „dowódcy operacji rajdowych na wybrzeżach pod okupacją wroga i doradcy Szefów Sztabu ds. operacji połączonych”. Objął je generał porucznik Alan Bourne – doświadczony oficer Royal Marines. Do jego dyspozycji oddano ISTDC oraz świeżo utworzone oddziały komandosów zwane Commando. Pierwsze akcje z ich udziałem (pod Boulogne-sur-Mer i na Guernsey) zakończyły się jednak fiaskiem.

## Dowództwo Operacji Połączonych

### Keyes

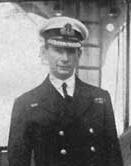
Roger Keyes

17 lipca 1940 roku Bourne’a zastąpił admirał floty lord Roger Keyes. Ten bohater I wojny światowej i zaufany przyjaciel Churchilla został mianowany „Dyrektorem Operacji Połączonych”. Choć za zmianą nazwy stanowiska nie kryły się formalnie poszerzone kompetencje, Keyes wykorzystał swą pozycję i wpływy, uniezależniając się od Admiralicji. Podlegał Komitetowi Szefów Sztabu (Chiefs of Staff Committee, CoSC) i miał bezpośredni dostęp do ministra obrony (Churchilla). Powołał Dowództwo Operacji Połączonych z własnym sztabem w Londynie, gdzie skupił pod swoją komendą specjalistów z Royal Navy, armii i Royal Air Force. Założył również w szkockim Inveraray Combined Training Centre – główny ośrodek szkolenia technik desantowych (podobne powstały potem w Egipcie i Indiach). Pod jego kierownictwem komandosi osiągnęli pierwszy głośny sukces, kiedy w marcu 1941 roku przeprowadzili rajd na Lofoty.
Keyes konsekwentnie dążył do osiągnięcia coraz większej autonomii i uniezależnienia się od niechętnych mu zwierzchników poszczególnych rodzajów sił zbrojnych. Doprowadziło to do konfliktu z Komitetem Szefów Sztabu, który dyrektywą z października 1941 roku zmienił jego tytuł z Dyrektora na „Doradcę Szefów Sztabu ds. Operacji Połączonych”. Urażony Keyes ustąpił ze stanowiska.

### Mountbatten
27 października 1941 roku Keyesa zastąpił protegowany Churchilla komandor lord Louis Mountbatten. Wręczając nominację premier wyznaczył mu dwa podstawowe cele: rozpoczęcie szeroko zakrojonego programu rajdów na wybrzeża okupowanej Europy, mających wiązać jak największe siły Niemców w celu odciążenia frontu wschodniego, oraz przygotowanie planów przyszłej inwazji kontynentu. W ramach realizacji pierwszego zadania Mountbatten przeprowadził serię spektakularnych akcji dywersyjnych na terenie Francji i Norwegii (m.in. Archery, Biting, Chariot). Dzięki tym sukcesom w marcu 1942 roku został awansowany na wiceadmirała oraz otrzymał tytuł Szefa Operacji Połączonych. Osiągnął również to, o co bezskutecznie zabiegał jego poprzednik, czyli autonomię względem Szefów Sztabu. Został bowiem mianowany pełnoprawnym członkiem Komitetu Szefów Sztabu.
Jego zasługą było ujednolicenie i scentralizowanie szkolenia komandosów. W tym celu powołano bowiem w 1942 roku Commando Basic Traning Centre w Zamku Achnacarry, które do końca wojny było głównym ośrodkiem szkoleniowym wszystkich oddziałów Commando.
Wkrótce potem do Dowództwa Operacji Połączonych przydzielono 9 amerykańskich oficerów z płk. Lucianem Truscottem na czele. Dzięki temu w Achnacarry zaczęto szkolić amerykańskich rangersów, a Mountbatten mógł liczyć na współpracę ze strony USAF i US Navy. Ważną zmianą była również reorganizacja ISTDC. Podzielono go na dwie współpracujące ze sobą instytucje: Director of Experiments and Operational Requirements (DXOR) i Combined Ops Experimental Establishment (COXE). Innowacją było włączenie w ich prace cywilnych naukowców i wynalazców (m.in. Geoffreya Pyke'a, Johna Desmonda Bernala i Solly’ego Zuckermana). DXOR i COXE były później odpowiedzialne m.in. za opracowanie Projektu Habbakuk, konstrukcję sztucznych portów Mulberry oraz budowę podwodnego rurociągu przez kanał La Manche (Operacja Pluto).
Rajdy okazały się sukcesem, jednak Sowieci, a pod ich wpływem również Amerykanie, domagali się przeprowadzenia na kontynencie operacji na znacznie większą skalę. W kwietniu Franklin Delano Roosevelt wysłał do Londynu George’a Marshalla z misją nakłonienia Brytyjczyków do otwarcia drugiego frontu jeszcze we wrześniu 1942 roku (operacja Sledgehammer). Szef Sztabu Imperialnego sir Alan Brooke kategorycznie plan odrzucił, uznając go za całkowicie nierealny. Zamiast tego zdecydowano się przeprowadzić duży rajd, który miał przetestować atak na silnie broniony port oraz rozpoznać walką niemieckie pozycje obronne na Wale Atlantyckim. Zaplanowanie i realizację operacji powierzono Dowództwu Operacji Połączonych. Celem miało być Dieppe. Przeprowadzony w sierpniu 1942 roku rajd zakończył się katastrofą, co spowodowało odłożenie inwazji Francji na rok 1944 i skoncentrowanie alianckich działań w basenie Morza Śródziemnego. Wyniesione spod Dieppe doświadczenia wykorzystano przy planowaniu późniejszych operacji desantowych. Przede wszystkim w grudniu 1942 roku powołano z inicjatywy Mountbattena Oddziały Pilotujące Operacji Połączonych (Combined Operations Pilotage Parties). Była to  specjalnie wyszkolone i wyekwipowane (m.in. w nadajniki podczerwieni, kajaki, miniaturowe okręty podwodne) oddziały złożone z żołnierzy Armii i marynarzy Royal Navy, których zadaniem było przeprowadzanie rekonesansu na plażach w celu rozpoznania wrogich umocnień i wskazania dogodnych miejsc do lądowania. Ich działania wydatnie przyczyniły się do sukcesu operacji Husky, desantu pod Salerno i lądowania w Normandii.

### Laycock

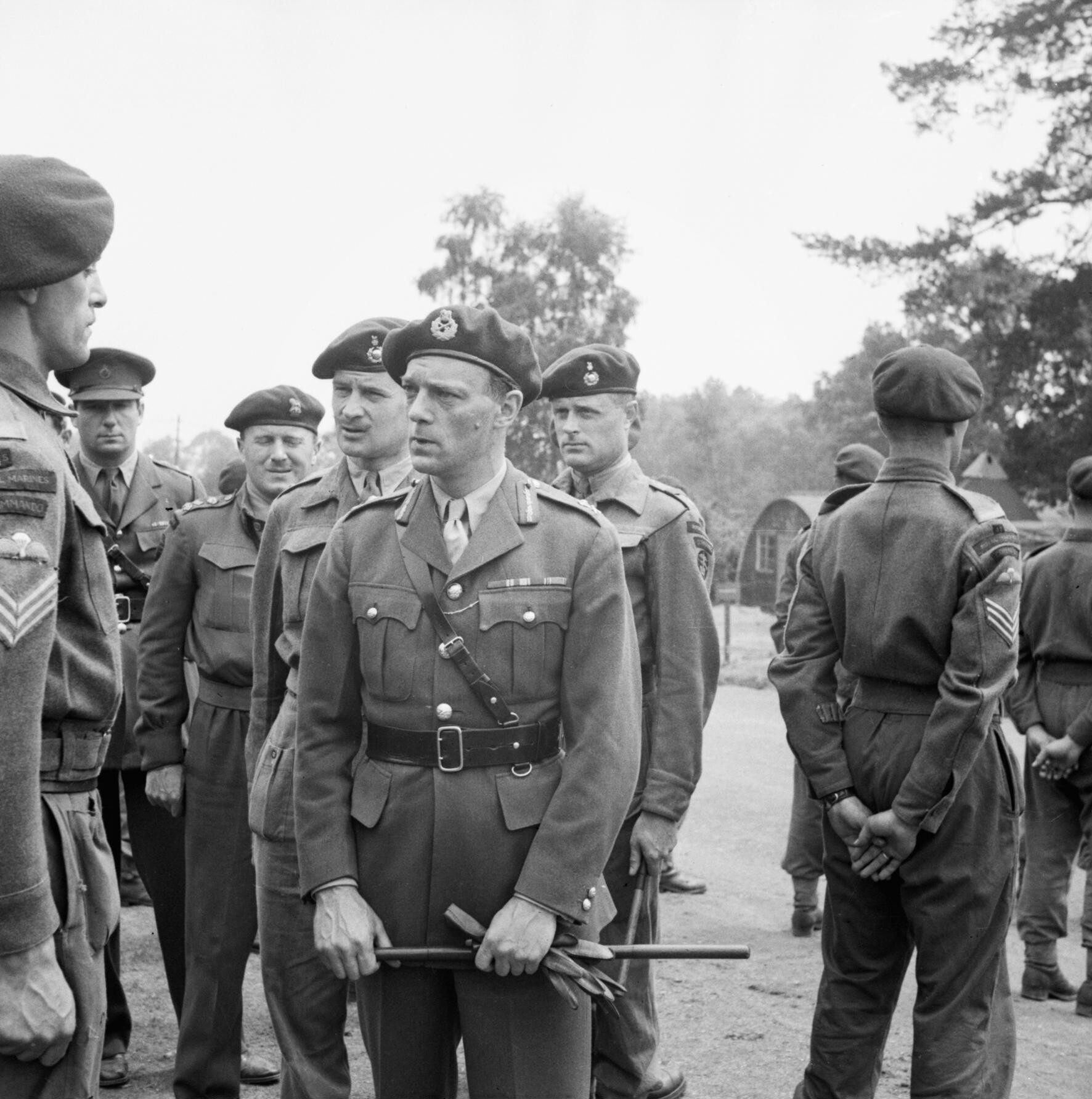
Robert Laycock

W 1943 roku skala powierzanych Dowództwu Operacji Połączonych działań zaczęła się zmniejszać. Przygotowania do inwazji na Francję powierzono bowiem COSSAC, który przejął wielu specjalistów Operacji Połączonych. 27 października odszedł też Mountbatten, którego wyznaczono na dowódcę sił alianckich w Południowo-Wschodniej Azji. Dalsze istnienie organizacji stanęło pod znakiem zapytania. Ostatecznie zadecydowano o jej utrzymaniu. Kompetencje nowego Szefa Operacji Połączonych, którym został współtwórca formacji Commando generał major Robert Laycock, zostały jednak znacznie ograniczone. Utracił on miejsce w Komitecie Szefów Sztabu i został podporządkowany bezpośrednio jego członkom. Nadal odpowiadał za oddziały komandosów, operacje rajdowe (ich realizacja wymagała jednak konsultacji z COSSAC) oraz szkolenie i doradztwo w zakresie technik desantowych. Laycock kierował Dowództwem Operacji Połączonych aż do jego rozwiązania w 1947 roku.